# Accidente del Piper Navajo de Mariquita
El Accidente de Piper Navajo de Mariquita fue un accidente aéreo que tuvo el lugar a las 10:30 horas del 4 de diciembre de 2014. La avioneta siniestrada, un Piper PA-31 Navajo perteneciente a la empresa Nacional de Aviación, había despegado de la ciudad de Bogotá. Su destino era el Aeropuerto José Celestino Mutis, situado en la localidad de Bahía Solano Chocó, realizando un vuelo de transporte de pasajeros.
El siniestro se produjo por falla en los motores, cuando súbitamente la aeronave se estrelló contra un bosque cerca del aeropuerto de Mariquita, durante el trayecto del vuelo. En el accidente fallecieron 3 pasajeros (5 menores de edad), el piloto y el coplioto de la empresa Nacional de Aviación. En el previo del siniestro el piloto avisó al controlador del aeropuerto de Mariquita que iba a aterrizar de emergencia por la falla del motor pero, a minutos se estrelló cerca del aeropuerto. La Aerocivil confirmó que el accidente se produjo por la falla en el motor lo cual se había estrellado, los cadáveres fueron retirados por la Fuerza Aérea Colombiana.